# Comuna Ivanivka, Koreț
Ivanivka (în ucraineană Іванівка) este o comună în raionul Koreț, regiunea Rivne, Ucraina, formată din satele Berezivka și Ivanivka (reședința).

## Demografie
Componența lingvistică a comunei Ivanivka
     Ucraineană (99,46%)
     Alte limbi (0,54%)
Conform recensământului din 2001, majoritatea populației comunei Ivanivka era vorbitoare de ucraineană (99,46%), existând în minoritate și vorbitori de alte limbi.